# Rich/Anemic модель
Rich/Anemic модель — два підходи до організації архітектури моделі

## Опис мовоюC#
Rich модель являє собою чистий ООП підхід, коли дані та алгоритми знаходяться в одній моделі.
```
class
 
SquareEquation

{

	
public
 
double
 
A
 
{
 
get
;
 
set
;
 
}

	
public
 
double
 
B
 
{
 
get
;
 
set
;
 
}

	
public
 
double
 
C
 
{
 
get
;
 
set
;
 
}

	
public
 
Tuple
<
double
,
 
double
>
 
Solve
()

	
{

		
var
 
d
 
=
 
B
 
*
 
B
 
-
 
4
 
*
 
A
 
*
 
C
;

		
if
 
(
d
 
<
 
0
)

			
return
 
null
;

		
var
 
x1
 
=
 
(
-
B
 
+
 
Math
.
Sqrt
(
d
))
 
/
 
(
2
 
*
 
A
);

		
var
 
x2
 
=
 
(
-
B
 
-
 
Math
.
Sqrt
(
d
))
 
/
 
(
2
 
*
 
A
);

		
return
 
new
 
Tuple
<
double
,
 
double
>
(
x1
,
 
x2
);

	
}

}

```

В Anemic моделі класи розділені на ті які зберігають дані(DTO) та алгоритми (сервісні класи).
```
class
 
SquareEquation

{

	
public
 
double
 
A
 
{
 
get
;
 
set
;
 
}

	
public
 
double
 
B
 
{
 
get
;
 
set
;
 
}

	
public
 
double
 
C
 
{
 
get
;
 
set
;
 
}

}

class
 
SquareEquationCalculator

{

	
public
 
Tuple
<
double
,
 
double
>
 
Solve
(
SquareEquation
 
e
)

	
{

		
var
 
d
 
=
 
e
.
B
 
*
 
e
.
B
 
-
 
4
 
*
 
e
.
A
 
*
 
e
.
C
;
 

		
if
 
(
d
 
<
 
0
)

			
return
 
null
;

		
var
 
x1
 
=
 
(
-
e
.
B
 
+
 
Math
.
Sqrt
(
d
))
 
/
 
(
2
 
*
 
e
.
A
);

		
var
 
x2
 
=
 
(
-
e
.
B
 
-
 
Math
.
Sqrt
(
d
))
 
/
 
(
2
 
*
 
e
.
A
);

		
return
 
new
 
Tuple
<
double
,
 
double
>
(
x1
,
 
x2
);

	
}

}

```

## Зауваження
- У більшості випадків, якщо дані складні, а алгоритми прості, тоді використовують Rich модель. Якщо дані прості, а алгоритми складні, тоді — Anemic
- Не варто вважати, що при реалізації Rich моделі всі обчислення повинні бути в середині об'єкта предментної області. Rich також дозволяє створення сервісних класів. Просто Rich дозволяє реалізацію методів в об'єкті, а Anemic цього уникає.